# إلديزور كورتور
ألديزور كورتور (بالإنجليزية: Eldzier Cortor) (ولد في 10 يناير عام 1916 وتوفي في 26 نوفمبر عام 2015). كان فنانًا أمريكيًا أفريقيًا وطبّاعًا فنيًا. تميزت أعماله غالبًا برسومات أشخاص ممدودة في أوضاع حميمية، متأثرًا بالفن الأفريقي التقليدي والسوريالية الأوروبية.

## النشأة
ولد كورتور في ريتشموند بولاية فيرجينيا، لوالديه جون وأوفيليا كوتور. انتقلت العائلة إلى شيكاغو عندما كان عمر كورتور نحو عام واحد، ليستقروا بنهاية المطاف في ساوث سايد بشيكاغو، حيث التحق كورتور بمدرسة إنغلوود الثانوية. من بين زملائه الطلبة في المدرسة الفنانون الأمريكيون الأفارقة تشارلز ويلبرت وايت ومارغريت بوروز. التحق كورتور بمعهد الفنون في شيكاغو، إلى جانب الفنان غوس نال، ليحصل على شهادته من هناك عام 1936. عمل في عام 1940 مع وكالة إدارة تقدم الأشغال، حيث مسك لوحات لمدينة برونزفيل تعود لفترة الكساد الكبير، وهي مدينة تقع في ساوث سايد بشيكاغو. في عام 1949، درس في جامايكا وكوبا وهايتي في زمالة غوغنهايم، درس في سانتر دار في بورت أو برانس بين عامي 1949 و1951.
خلال نشأته، كان قارئًا شهمًا لشيكاغو ديفندر، التي كانت صحيفة شعبية ركزت على الاحتفاء بنجاحات الأمريكيين الأفارقة. كان لذلك الأثر في تركيز من خلال لوحاته على تجسيد الأمريكيين الأفارقة بإيجابية، مبرزًا، مكامن الجمال فيهم وإنجازاتهم. خلال معظم مسيرته الفنية، لعب كورتور بتمثيلات مختلفة لشخصية المرأة السوداء وكيفية تمثيل قوتها وجمالها. رأى كورتور شخصية المرأة السوداء على أنها الروح الأساسية للعرق الأسود. كثيرًا ما يوصف عمله على أنه تجريب على الهيئة السوداء ودمج السوريالية فيها.

## مسيرته المهنية
بين عامي 1944 و1945، فاز كورتور بزمالتين سمحتا له بالسفر إلى جزر سي على ساحل جورجيا وساوث كارولينا. سكن شعب غولاه تلك الجزر وأبدى كورتور اهتمامًا خاصًا بتلك المنطقة بسبب مدى عدم تأثر ثقافتهم بالسكان البيض والثقافة الأمريكية. في هذا الصدد، قرر كورتور استكشاف ثقافة شتات أفريقية مختلفة تمتلك عناصر أفريقية تسود ثقافتهم. أمضى سنتين يعيش في الجزر وانغمس في ثقافة جولاه. «كفنان زنجي، أوليت اهتمامًا خاصًا برسم الأنماط العرقية الزنجية ليس فقط على هذا النحو، بل على صعيد مسائل محددة مثل اللون والتصميم والتكوين.. شعرت باهتمام خاص إزاء رسم الزنوج الذين لم تتأثر تقاليدهم الثقافية بالبيض سوى قليلًا.. أود رسم سلسلة من اللوحات التي تعكس الخصائص الجسدية والعرقية لشعب غولاه.»

## وفاته
توفي كورتور في 26 نوفمبر عام 2015 عن عمر ناهز 99 عامًا.

## أعماله
غيرت دراسة المنحوتات الأفريقية في المتحف الميداني للتاريخ الطبيعي عمله. قال بأن «ذلك كان أهم تأثير في كل أعمالي، ستجد إلى اليوم في تعاملي مع المظهر الإنساني تقديري للتناظر الطولاني والجودة الغنائية في الفن الأفريقي».
كان كورتور واحدا من أول الفنانين الأفارقة الأمريكيين الذين جعلوا المرأة الأفريقية الأمريكية موضوعًا نصب أعينهم، موضحًا ذلك بأن «المرأة السوداء تمثل العرق الأسود، واستمرارية الحياة». كان استعراضه للمرأة السوداء محل نقد، على سبيل المثال في مقال نشر في عام 1985 في آرت، الذي وصف الشخصية في لوحة ساوثيرن غيت (1942 – 1943) بكونها «مجردة من الكرامة، ووضيعة إلى درجة التشييء البحت..». وفقا لأدريان تشايلدز، تمثل لوحة كوبان سوفنير لكورتور «التي تجسد امرأة سوداء غريبة اللون ترتدي فستانها الأحمر، وأحمر شفاة أحمر اللون.. تستحضر الفكرة النمطية عن الجنسانية اللاتينية» (تشايلدز 1998: 122).